# سارگپه رخ‌خاکستری
سارگپه رخ‌خاکستری (نام علمی: Butastur indicus) نام یک گونه از سرده سارگپه‌بازها است.